# Papilio ambrax
Papilio ambrax is een vlinder uit de familie van de pages (Papilionidae). De wetenschappelijke naam van de soort is voor het eerst geldig gepubliceerd in 1832 door Jean Baptiste Boisduval.

## Verspreiding en leefgebied
Deze vlindersoort komt voor in Nieuw-Guinea, noordoostelijk Australië en op enkele Indonesische eilanden van zeeniveau tot op 1200 meter hoogte in bergachtige streken.

## Waardplanten
De waardplanten zijn soorten van de geslachten Micromelum, Euodia, Zanthoxylum en Clausena uit de wijnruitfamilie (Rutaceae).